# Projekt dearMoon

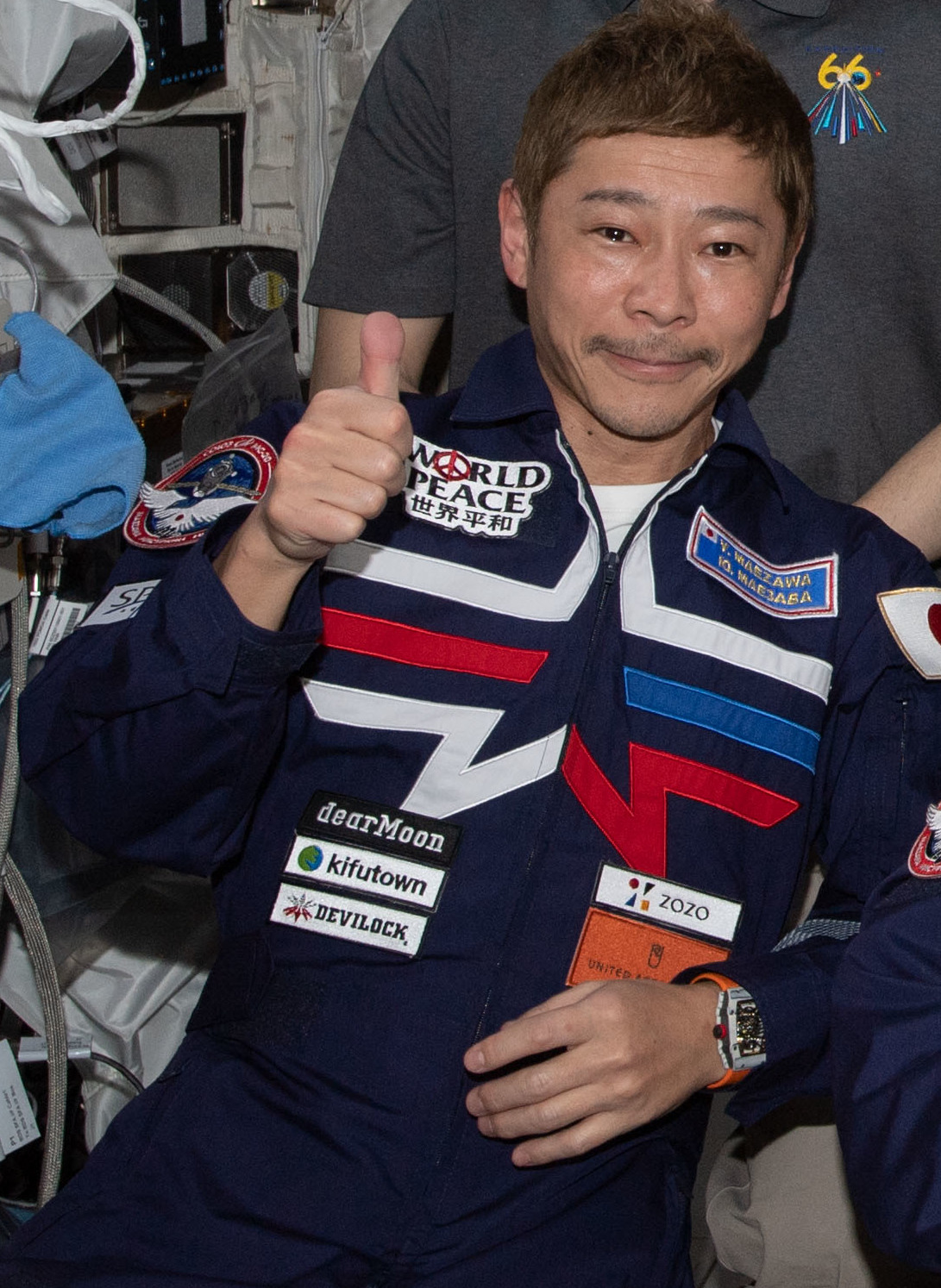
Yúsaku Maezawa

Projekt #dearMoon byla vesmírná turistická mise a umělecký projekt, který měl být financován japonským miliardářem a vesmírným turistou Jusaku Maezawou. Cílem mise bylo dopravit Maezawu, několik umělců a další členy posádky k Měsíci a zpět k Zemi po dráze volného návratu (průlet okolo Měsíce). Koncem května 2024 Maezawa oznámil, že se rozhodl projekt zrušit.

## Historie
Původní plán mise SpaceX počítal s využitím vesmírné lodi Dragon 2 a nosiče Falcon Heavy. Start měl proběhnout koncem roku 2018 po otestování jmenovaného plavidla posádkou NASA Commercial Crew Program. Posádka měla sestávat z Maezawy a jednoho jeho přítele. Měsíční turistická mise společnosti SpaceX (takto pojmenována z důvodu absence oficiálního názvu) mohla proběhnout ku příležitosti padesátého výročí letu Apollo 8 (v rámci programu Apollo), během nějž byli na oběžnou dráhu Měsíce dopraveni astronauti vůbec poprvé. Zároveň mohlo jít o první let k Měsíci s lidskou posádkou po 46 letech. Záměr uskutečnit tuto misi byl zveřejněn 27. února 2017.
SpaceX plánovala uskutečnit start z rampy 39A Kennedyho vesmírného střediska, z minulosti známé jako místo startu raket Saturn V nebo raketoplánů z programu Space Shuttle. 
Elon Musk, zakladatel a CEO společnosti SpaceX, prohlásil 5. února 2018, že termín startu mise je odložen a již se nepočítá s využitím rakety Falcon Heavy pro pilotované lety. SpaceX se podle Muska zaměřila na vývoj nové rakety BFR (Big Falcon Rocket), později pojmenované Super Heavy.

## Mise
Projekt #dearMoon, který na původní plán navazoval, byl představen při podpisu smlouvy v září 2018. Na zhruba šestidenní cestu kolem Měsíce měla být loď BFS (Starship) vypravena raketou BFR (Super Heavy). Start měl proběhnout nejdříve v roce 2023.
Posádku měl podle původního oznámení tvořit Jusaku Maezawa a šest až osm umělců, které chtěl přizvat a let za ně zaplatit. Očekával, že let pro ně bude inspirací při tvorbě nových uměleckých děl, která budou prezentována nějaký čas po návratu na Zemi. Doufal současně, že tento projekt pomůže podpořit mír na celém světě. Na palubě mohli být i jeden či dva profesionální astronauti a neupřesněný počet pilotů ze SpaceX.

## Posádka
Kanál dearMoon na YouTube zveřejnil 7. února 2019 video, ve kterém Maezawa během diskuse o filmu První člověk s režisérem Damienem Chazellem a hercem Ryanem Goslingem oficiálně vyzval Chazella, aby se s ním projektu dearMoon zúčastnil. Režisér, který se tak stal první osobou, která byla na cestu pozvána, odpověděl, že si to musí promyslet a probrat s manželkou.
Maezawa 2. března 2021 oznámil, že pro účast bude vybráno osm lidí z řad široké veřejnosti, a to za dvou podmínek:
1. cestující může svou cestou pokročit „v jakékoli činnosti”, kterou se zabývá,
2. cestující musí být ochotni a schopni podporovat ostatní členy posádky, kteří sdílejí podobné aspirace.

Předběžná registrace na webu projektu byla otevřena do 14. března 2021, o týden později mělo začít počáteční prověřování uchazečů a v květnu se měly uskutečnit závěrečné pohovory a lékařská prohlídka. Maezawa v polovině července 2021 informoval, že se zaregistroval milión lidí z 249 států a území a výběr pokročil do etapy vyhodnocování zaslaných motivačních videí předběžně vybraných uchazečů. Vyhlášení výsledků se nakonec posunulo až na 8. prosince 2022, kdy Maezawa jako velitel mise oznámil jména osmi lidí, kteří ho doprovodí, a dvou náhradníků. Stali se jimi:
- Steve Aoki, DJ a hudební producent,[14]
- Tim Dodd, youtuber, specialista na kosmické lety[15] pod značkou Everyday Astronaut,[16]
- Yemi A.D., multioborový tvůrce,[17]
- Karim Iliya, fotograf, filmař, specialista na filmy o přírodě,[18]
- Rhiannon Adamová, umělecká fotografka,[19]
- Brendan Hall, filmař, specialista na filmy o přírodě,[20]
- Dev Joshi, filmový herec,[21]
- Choi Seung-hyun (T.O.P.), rapper, hudebník, filmový herec,[22]
- Kaitlyn Farringtonová, snowboardistka[23] (záložní členka posádky),
- Miyu, tanečnice[24] (záložní členka posádky).

## Zrušení projektu
Yúsaku Maezawa oznámil 31. května 2024 zrušení projektu dearMoon z důvodu odkladů ve vývoji kosmické lodi Starship. Stanovisko zveřejněné na webu projektu uvádí, že bez jasné jistoty harmonogramu projektu pro nejbližší období Maezawa s těžkým srdcem učinil nevyhnutelné rozhodnutí projekt zrušit. „V této situaci nemohu plánovat svou budoucnost a cítím se hrozně, když nechávám členy posádky čekat déle. Omlouvám se všem, kteří se na realizaci tohoto projektu těšili,” uvedl velitel a sponzor mise.
Média v této souvislosti připomněla, že Maezawův čistý majetek podle žebříčku Forbes dosahoval v době vzniku projektu dearMoon 2,9 miliardy amerických dolarů, zatímco v okamžiku jeho zrušení o šest let později 1,5 miliardy dolarů.